# 琴錦登
琴錦登（1922年3月7日—1974年7月14日），原名藤村登，日本香川縣觀音寺市出身的前大相撲力士，所屬的相撲部屋是二所乃關部屋。身高177cm、體重120kg。最高位置是東小結。
他在1938年1月場所所次比賽，1944年11月場所成為平幕級別力士。他曾有7個打敗橫綱的金星章。
他在1955年引退，建立了佐渡嶽部屋，培養出橫綱琴櫻傑將，他一直經營自己的部屋直到1974年去世。